# Marko Glaser
Marko Glaser, slovenski rimskokatoliški duhovnik, pesnik, prevajalec in nabožni pisatelj, * 21. april 1806, Smolnik, † 9. december 1889, Malečnik. 
Rodil se je očetu Mihaelu in materi Mariji. Glaser je v Gradcu študiral filozofijo (1822-1824) in teologijo (1824-1828). Kot duhovnik je spodbujal in podpiral slovenske duhovnike in kot pridigar pospeševal versko življenje. Bil je iskren Slomškov prijatelj. V slovenskem in nemškem jeziku je izdal nekaj nabožnih spisov, pa tudi pesmi.   
Služboval je kot kurat v karlavski kaznilnici v Gradcu in kot dvorni kaplan sekavskega (graškega) škofa.   
Dne 4. aprila 1843 je nastopil službo župnika v župniji Sv. Peter pri Mariboru (Malečnik) in jo opravljal vse do svoje smrti. Prenovil je baročno župnijsko cerkev Sv. Petra in gotsko Marijino romarsko cerkev na Gorci v Malečniku. Zaslužen je za postavitev znamenitih zidanih kapel (postaj) križevega pota, ki so posebna veduta Malečnika. Ob mogočnem historičnem župnišču je postavil prešo in gospodarsko poslopje. Zavzemal se je za izobraževanje otrok in mladine. Leta 1868 je v Malečnik povabil šolske sestre iz Eggenberga, ki so v novi šoli, ki jo je postavil, prevzele vzgojno-izobraževalno dejavnost v kraju ter prirejale znamenite kuharske tečaje.   
Škof Anton Martin Slomšek je Glaserja v organizacijskem smislu pooblastil za prenos škofijskega sedeža iz Št. Andraža v Maribor. Zaradi tega pomembnega dejanja je cesar Glaserja imenoval za častnega kanonika lavantinskega stolnega kapitlja. Odlikovan je bil tudi z viteškim križcem Franca Jožefa.    
Zaradi njegove izjemne zapuščine v Malečniku od leta 2022 naprej prirejajo Glaserjev festival, ki osvetljuje delo in poslanstvo Marka Glaserja, v malečniškem župnišču pa je bil leta 2021 ustanovljen Glaserjev salon z galerijo umetniških del. Častni pokrovitelj ustanovitve je bil predsednik Republike Slovenije, Borut Pahor.    